# Viry-Châtillon
 Viry-Châtillon  es una población y comuna francesa, ubicada en la región de Isla de Francia, departamento de Essonne, en el distrito de Évry y cantón de Viry-Châtillon.

## Demografía
| 408 | 373 | 380 | 366 | 462 | 389 | 533 | 550 | 564 | 575 | 663 | 541 | 669 | 873 | 1 110 | 1 182 | 1 409 | 1 540 | 1 824 | 2 272 | 2 766 | 5 660 | 8 442 | 9 234 | 9 495 | 10 622 | 23 598 | 27 045 | 32 411 | 30 224 | 30 580 | 30 257 | 31 249 |
| Para los censos de 1962 a 1999 la población legal corresponde a la población sin duplicidades (Fuente: INSEE [Consultar]) |     |     |     |     |     |     |     |     |     |     |     |     |     |       |       |       |       |       |       |       |       |       |       |       |        |        |        |        |        |        |        |        |

## Deporte
El FCF Juvisy, seis veces campeón de Francia de fútbol femenino, juega en Viry-Châtillon.